# Mehrwertsteuer der Europäischen Union

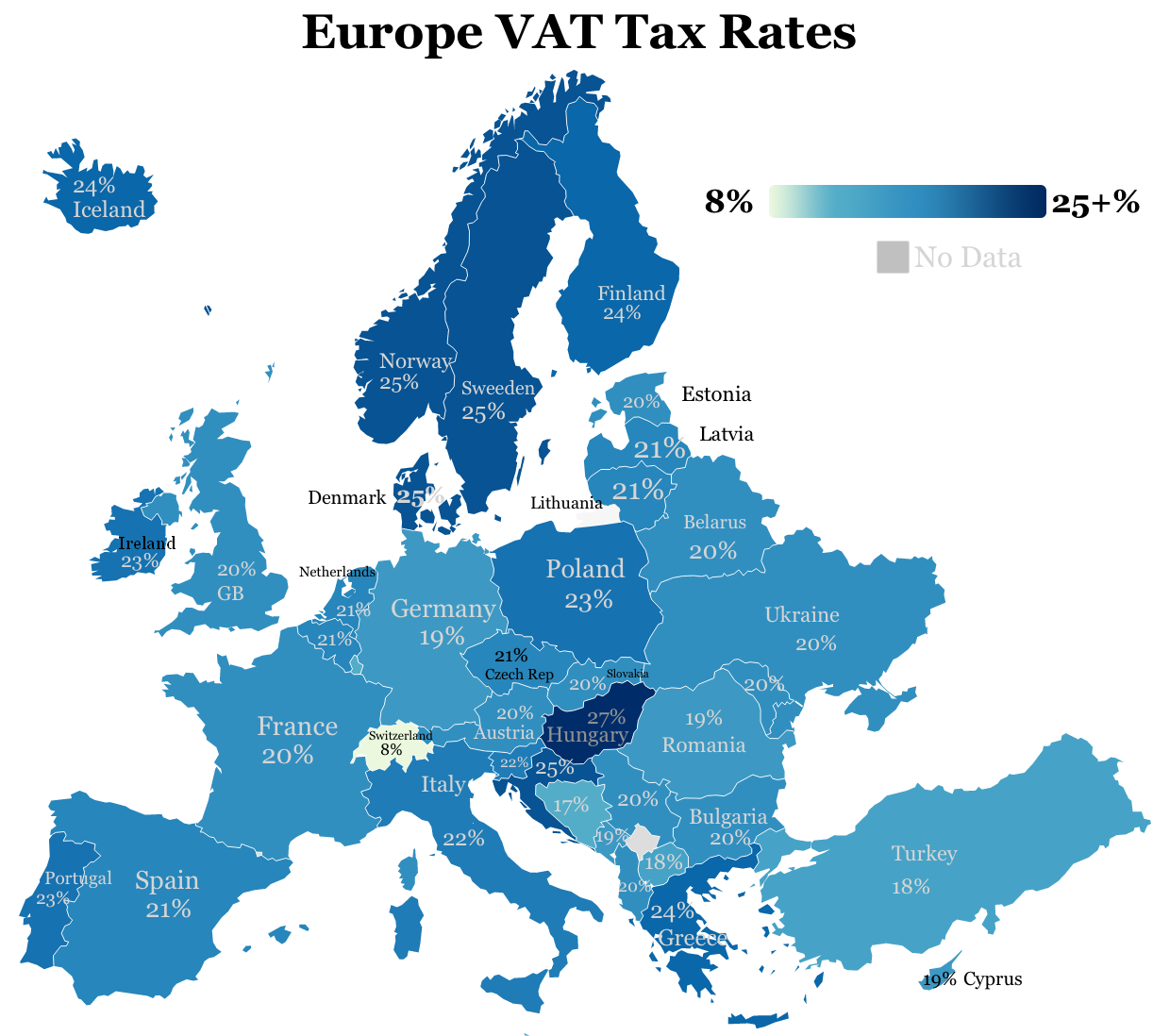
Europäische Mehrwertsteuersätze

Die Mehrwertsteuer der Europäischen Union (auch Umsatzsteuer) ist eine Mehrwertsteuer auf Waren und Dienstleistungen innerhalb der Europäischen Union (EU). Die Institutionen der EU erheben die Steuer nicht, aber die EU-Mitgliedstaaten sind jeweils verpflichtet, in ihrer nationalen Gesetzgebung eine Mehrwertsteuer einzuführen, die der EU-Mehrwertsteuerrichtlinie entspricht. In den verschiedenen EU-Mitgliedstaaten gelten unterschiedliche Mehrwertsteuersätze, die von 17 % in Luxemburg bis zu 27 % in Ungarn reichen. Die gesamte von den Mitgliedstaaten erhobene Mehrwertsteuer wird als Teil der Berechnung verwendet, um zu bestimmen, was jeder Staat zum Haushalt der EU beiträgt.

## Geschichte
Der deutsche Industrielle Georg Wilhelm von Siemens schlug 1918 das Konzept einer Mehrwertsteuer vor, um die deutsche Umsatzsteuer zu ersetzen, jedoch wurde die Umsatzsteuer erst 1968 abgeschafft. Die moderne Form der Mehrwertsteuer wurde erstmals von Maurice Lauré, dem stellvertretenden Direktor der französischen Steuerbehörde, umgesetzt, der am 10. April 1954 die Mehrwertsteuer in der französischen Kolonie Elfenbeinküste einführte. Nachdem das Experiment für erfolgreich befunden wurde, führte Frankreich sie 1958 auch im Inland ein.
Nach der Gründung der Europäischen Wirtschaftsgemeinschaft im Jahr 1958 machte es sich der Fiskal- und Finanzausschuss, der 1960 von der Europäischen Kommission unter dem Vorsitz von Professor Fritz Neumark eingesetzt wurde, zur vorrangigen Aufgabe, Wettbewerbsverzerrungen zu beseitigen, die durch Unterschiede in den nationalen Systemen der indirekten Besteuerung verursacht wurden.
Der 1962 veröffentlichte Neumark-Bericht kam zu dem Schluss, dass das französische Mehrwertsteuermodell das einfachste und wirksamste System der indirekten Besteuerung sei. Dies führte dazu, dass die EWG im April 1967 zwei Mehrwertsteuerrichtlinien verabschiedete, die einen Rahmen für die Einführung der Mehrwertsteuer in der gesamten EWG vorgaben. In der Folge führten andere Mitgliedstaaten (zunächst Belgien, Italien, Luxemburg, die Niederlande und die Bundesrepublik Deutschland) die Mehrwertsteuer ein.
Die Erste Richtlinie befasste sich mit der Harmonisierung der Rechtsvorschriften der Mitgliedstaaten in Bezug auf Umsatzsteuern. Dieses Gesetz sollte das mehrstufige, kumulative System der indirekten Besteuerung in den EU-Mitgliedstaaten ersetzen, indem es die Steuerberechnungen vereinfachte und den Faktor der indirekten Besteuerung im Hinblick auf den Wettbewerb in der EU neutralisierte.

## Funktionsweise
Die Mehrwertsteuer der EU basiert auf dem „Bestimmungslandprinzip“: Die Mehrwertsteuer wird an die Regierung des Staates gezahlt, in dem der Verbraucher wohnt, der das Produkt kauft.
Unternehmen, die ein Produkt verkaufen, erheben die Mehrwertsteuer, und der Kunde zahlt sie. Wenn der Kunde ein Unternehmen ist, wird die Mehrwertsteuer als „Vorsteuer“ bezeichnet. Wenn ein Verbraucher das Endprodukt von einem Unternehmen kauft, wird die Steuer als „Umsatzsteuer“ bezeichnet.

## Koordinierte Verwaltung
Eine Mehrwertsteuer, die in jedem Schritt der Lieferkette erhoben wird, wird an die Steuerbehörden des betreffenden Mitgliedstaats abgeführt und bildet einen Teil der Einnahmen dieses Staates. Ein kleiner Anteil geht in Form einer Abgabe („MwSt-Eigenmittel“) an die Europäische Union.
Die koordinierte Verwaltung der Mehrwertsteuer innerhalb des EU-Mehrwertsteuergebiets ist ein wichtiger Bestandteil des Binnenmarktes. Eine grenzüberschreitende Mehrwertsteuer wird auf die gleiche Weise wie eine inländische Mehrwertsteuer erklärt, was zur Abschaffung von Grenzkontrollen zwischen den Mitgliedstaaten beiträgt, Kosten spart und Verzögerungen reduziert. Außerdem vereinfacht es die Verwaltungsarbeit für Spediteure. Zuvor führten trotz der Zollunion die unterschiedlichen Mehrwertsteuersätze und getrennten Verwaltungsverfahren zu einer hohen Verwaltungs- und Kostenbelastung für den grenzüberschreitenden Handel.
Für nicht-umsatzsteuerpflichtige Privatpersonen, die Waren in einen Mitgliedsstaat einführen, die sie während ihres Aufenthalts oder Wohnsitzes in einem anderen Mitgliedstaat gekauft haben, ist die Mehrwertsteuer in der Regel in dem Staat zu zahlen, in dem die Waren gekauft wurden – unabhängig von etwaigen Unterschieden bei den Mehrwertsteuersätzen zwischen den beiden Staaten. Jede bei Fernverkäufen fällige Steuer wird vom Verkäufer erhoben.  Es gibt jedoch eine Reihe besonderer Regelungen für bestimmte Waren und Dienstleistungen.

## Richtlinien der Europäischen Union
Das EU-Mehrwertsteuersystem wird durch eine Reihe von Richtlinien der Europäischen Union geregelt.
Ziel der EU-Mehrwertsteuerrichtlinie (Richtlinie 2006/112/EG des Rates vom 28. November 2006 über das gemeinsame Mehrwertsteuersystem) ist es, die Mehrwertsteuern im EU-Mehrwertsteuergebiet zu harmonisieren, und sie legt fest, dass die Mehrwertsteuersätze über einer bestimmten Grenze liegen müssen. 
Sie verfolgt mehrere grundlegende Ziele:
- Harmonisierung des Mehrwertsteuerrechts (inhaltlich)
- Harmonisierung von Inhalt und Aufbau der Mehrwertsteuererklärung
- Regelung der Buchführung durch einen gemeinsamen rechtlichen Rahmen
- Bereitstellung detaillierter Rechnungen (Artikel 226) und Quittungen (Artikel 226b), was bedeutet, dass die Mitgliedstaaten über ein gemeinsames Rechnungsformat verfügen
- Regelung der Verbindlichkeiten
- Regelung der Forderungen
- Einheitliche Definition nationaler buchhalterischer und verwaltungstechnischer Begriffe

Die Mehrwertsteuerrichtlinie wird in allen Amtssprachen der EU veröffentlicht.

### Sechste Richtlinie
Im Jahr 1977 versuchte der Rat der Europäischen Gemeinschaften, die nationalen Mehrwertsteuersysteme seiner Mitgliedstaaten zu harmonisieren, indem er die Sechste Richtlinie erließ, um eine einheitliche Bemessungsgrundlage zu schaffen und die 1967 erlassene Zweite Richtlinie zu ersetzen.
Die Sechste Richtlinie definierte eine steuerpflichtige Transaktion im Rahmen des EU-Mehrwertsteuersystems als eine Transaktion, die die Lieferung von Gegenständen, die Erbringung von Dienstleistungen sowie die Einfuhr von Gegenständen umfasst.

### Achte Richtlinie
Die Achte Richtlinie, die 1979 verabschiedet wurde, konzentriert sich auf die Harmonisierung der Rechtsvorschriften der Mitgliedstaaten in Bezug auf Umsatzsteuern – insbesondere auf Bestimmungen zur Erstattung der Mehrwertsteuer an steuerpflichtige Personen, die im Gebiet des betreffenden Landes nicht ansässig sind (die Bestimmungen dieses Rechtsakts ermöglichen es einem Steuerpflichtigen eines Mitgliedstaats, eine Mehrwertsteuererstattung in einem anderen Mitgliedstaat zu erhalten).
Unternehmen können verpflichtet sein, sich in EU-Mitgliedstaaten, in denen sie nicht ansässig sind, für die Mehrwertsteuer zu registrieren, wenn sie über den Versandhandel Waren in diese Staaten liefern und dabei eine bestimmte Schwelle überschreiten. Unternehmen, die in einem Mitgliedstaat ansässig sind, aber in einem anderen Mitgliedstaat Leistungen beziehen, können möglicherweise die im zweiten Staat erhobene Mehrwertsteuer zurückfordern. Hierfür verfügen Unternehmen über eine Umsatzsteuer-Identifikationsnummer.

### Dreizehnte Richtlinie
Die Dreizehnte Mehrwertsteuerrichtlinie, die 1986 verabschiedet wurde, erlaubt es Unternehmen mit Sitz außerhalb der EU, unter bestimmten Umständen die Mehrwertsteuer zurückzufordern.

### Neufassung der Sechsten Richtlinie
Im Jahr 2006 versuchte der Rat, die Sechste Richtlinie durch eine Neufassung zu verbessern.
Die Neufassung der Sechsten Richtlinie behielt alle rechtlichen Bestimmungen der ursprünglichen Richtlinie bei, integrierte jedoch auch Mehrwertsteuerregelungen aus anderen Richtlinien und ordnete den Text neu, um ihn leserfreundlicher zu gestalten. Darüber hinaus kodifizierte die Neufassung bestimmte andere Instrumente, darunter eine Entscheidung der Kommission aus dem Jahr 2000 zur Finanzierung des EU-Haushalts durch einen prozentualen Anteil an den von jedem Mitgliedstaat erhobenen Mehrwertsteuerbeträgen.
Missbrauchskriterien wurden durch die Rechtsprechung des Europäischen Gerichtshofs (EuGH) entwickelt, beginnend im Jahr 2006, insbesondere in den Mehrwertsteuerfällen Halifax und Universität Huddersfield, sowie später in den Urteilen Part Service, Ampliscientifica und Amplifin, Tanoarch, Weald Leasing und RBS Deutschland. Die EU-Mitgliedstaaten sind verpflichtet, ihre nationalen Anti-Missbrauchsvorschriften mit diesen EuGH-Entscheidungen in Einklang zu bringen sowie Transaktionen, die diese Kriterien erfüllen, rückwirkend neu zu qualifizieren und strafrechtlich zu verfolgen.
Ein unzulässiger Steuervorteil kann selbst bei formaler Anwendung der Sechsten Richtlinie festgestellt werden, wenn objektive Faktoren darauf hinweisen, dass die vom Steuerpflichtigen gewählte „Organisationsstruktur und die Form der Transaktionen“ im Wesentlichen darauf abzielen, einen Steuervorteil zu erzielen, der den Zielen der Sechsten EU-Richtlinie zuwiderläuft.
Diese Rechtsprechung impliziert eine implizite richterliche Bewertung der gewählten Unternehmensstruktur durch Unternehmer und Investoren, die in mehreren EU-Mitgliedstaaten tätig sind, um festzustellen, ob die Organisation sachlich gerechtfertigt und für die wirtschaftliche Tätigkeit notwendig war oder „den Zweck hatte, die Steuerbelastung zu begrenzen“. Dies steht im Spannungsverhältnis zum verfassungsmäßigen Recht auf unternehmerische Freiheit. 

## Lieferung von Waren

### Inländische Lieferung
Eine inländische Lieferung von Gegenständen ist ein steuerpflichtiges Geschäft, bei dem Gegenstände innerhalb eines Mitgliedstaats gegen Entgelt geliefert werden. Ein Mitgliedstaat erhebt dann die Mehrwertsteuer auf die Gegenstände und gewährt bei einem Weiterverkauf eine entsprechende Vorsteuererstattung.

### Innergemeinschaftlicher Erwerb
Ein innergemeinschaftlicher Erwerb von Waren ist ein steuerpflichtiges Geschäft gegen Entgelt, das sich über zwei oder mehr Mitgliedstaaten erstreckt. Der Ort der Lieferung wird dem Bestimmungsmitgliedstaat zugewiesen, und die Mehrwertsteuer wird in der Regel zu dem im Bestimmungsmitgliedstaat geltenden Satz erhoben; es gibt jedoch Sonderregelungen für den Fernabsatz (siehe unten).
Der Mechanismus zur Erreichung dieses Ergebnisses ist wie folgt: Der ausfuhrende Mitgliedstaat erhebt auf den Verkauf keine Mehrwertsteuer, gewährt dem exportierenden Händler jedoch einen Vorsteuerabzug für die beim Einkauf gezahlte Mehrwertsteuer (in der Praxis bedeutet dies häufig eine Barauszahlung) („Nullsteuersatz“). Der einführende Mitgliedstaat wendet das Reverse-Charge-Verfahren an. Mit anderen Worten: Der Importeur muss die Mehrwertsteuer zu dem im Einfuhrland geltenden Satz an den Einfuhrmitgliedstaat zahlen. In vielen Fällen wird dafür sofort ein Vorsteuerabzug gewährt. Der Importeur berechnet dann beim Weiterverkauf wie gewohnt Mehrwertsteuer.

### Fernabsatz
Wenn ein Verkäufer in einem Mitgliedstaat Waren direkt an Privatpersonen und von der Mehrwertsteuer befreite Organisationen in einem anderen Mitgliedstaat verkauft und der Gesamtwert der an Verbraucher in diesem Mitgliedstaat verkauften Waren in einem Zeitraum von zwölf aufeinanderfolgenden Monaten unter 100.000 € oder 35.000 € (bzw. dem entsprechenden Gegenwert) liegt, kann dieser Warenverkauf unter die Fernabsatzregelung fallen. Die Fernabsatzregelung erlaubt es dem Verkäufer, die inländischen Lieferregeln für die Bestimmung des Mehrwertsteuerzuständigen Mitgliedstaats anzuwenden. Dadurch kann die Mehrwertsteuer zu dem im Ausfuhrmitgliedstaat geltenden Satz erhoben werden. Es gelten jedoch zusätzliche Einschränkungen: Bestimmte Gegenstände sind ausgeschlossen (z. B. neue Kraftfahrzeuge) und eine verpflichtende Mehrwertsteuerregistrierung ist erforderlich für Lieferanten verbrauchsteuerpflichtiger Waren wie Tabak und Alkohol nach Großbritannien.
Wenn die Verkäufe an Endverbraucher in einem Mitgliedstaat 100.000 € übersteigen, ist der ausfuhrende Verkäufer verpflichtet, die Mehrwertsteuer zu dem im Einfuhrmitgliedstaat geltenden Satz zu berechnen. Wenn ein Lieferant Fernverkaufsleistungen in mehrere EU-Mitgliedstaaten erbringt, ist eine getrennte Buchführung der verkauften Waren hinsichtlich der Mehrwertsteuerberechnung erforderlich. Der Lieferant muss sich in jedem Land, in dem der Verkaufswert in einem beliebigen Zeitraum von zwölf aufeinanderfolgenden Monaten die jeweilige Schwelle übersteigt, für die Mehrwertsteuer registrieren und den geltenden Satz berechnen.
Ein besonderer Schwellenwert von 35.000 € war zulässig, wenn der Einfuhrmitgliedstaat befürchtete, dass ohne die niedrigere Schwelle der Wettbewerb im Mitgliedstaat verzerrt würde. Nur Deutschland, Luxemburg und die Niederlande wendeten die höhere Schwelle von 100.000 € an.

## Erbringung von Dienstleistungen
Eine Dienstleistung ist jede Lieferung, die keine Lieferung von Gütern darstellt.
Die allgemeine Regel zur Bestimmung des Ortes der Leistungserbringung ist der Ort, an dem der Dienstleistungserbringer ansässig ist, z. B. eine Betriebsstätte, von der aus die Dienstleistung erbracht wird, die ständige Anschrift des Erbringers oder der Ort, an dem der Erbringer gewöhnlich ansässig ist. Die Mehrwertsteuer wird zu dem Satz erhoben, der in dem Mitgliedstaat gilt, in dem sich der Ort der Leistungserbringung befindet, und sie wird auch von diesem Mitgliedstaat erhoben.
Diese allgemeine Regel (Ort der Leistung ist dort, wo der Dienstleister ansässig ist) unterliegt mehreren Ausnahmen, wenn die Dienstleistung an Kunden außerhalb der Gemeinde oder an steuerpflichtige Personen innerhalb der Gemeinde, aber nicht im selben Land wie der Dienstleister, erbracht wird. In den meisten Ausnahmen wird der Leistungsort auf den Ort des Leistungsempfängers verlagert. Ausnahmen gelten für folgende Dienstleistungen:
- Beförderungsleistungen
- kulturelle Leistungen
- künstlerische Leistungen
- sportliche Leistungen
- wissenschaftliche Leistungen
- Bildungsleistungen
- Beförderungsnebenleistungen
- Dienstleistungen im Zusammenhang mit Verrechnungspreisen

Weitere sonstige Dienstleistungen umfassen:
- Rechtsdienstleistungen
- Bank- und Finanzdienstleistungen
- Telekommunikationsleistungen
- Rundfunkleistungen
- elektronisch erbrachte Dienstleistungen
- Dienstleistungen von Ingenieuren und Wirtschaftsprüfern
- Werbedienstleistungen
- Dienstleistungen im Bereich geistigen Eigentums

Der Leistungsort bei immobilienbezogenen Dienstleistungen ist der Ort, an dem sich die Immobilie befindet.
Für die Bestimmung des Ortes elektronisch erbrachter Dienstleistungen gelten besondere Vorschriften.
Der Mechanismus zur Erhebung der Mehrwertsteuer, wenn sich der Leistungsort nicht im selben Mitgliedstaat wie der Dienstleistungserbringer befindet, ähnelt dem innerkommunalen Erwerb von Gütern: Der Dienstleister stellt ohne Mehrwertsteuer (Nullsteuersatz) in Rechnung und der Leistungsempfänger wendet das Reverse-Charge-Verfahren an, sofern er steuerpflichtig ist. Wenn der Empfänger jedoch kein Steuerpflichtiger ist (d. h. ein Endverbraucher), muss der Dienstleister in der Regel die Mehrwertsteuer zu dem Satz berechnen, der in seinem eigenen Mitgliedstaat gilt.
Befindet sich der Leistungsort außerhalb der EU, wird keine Mehrwertsteuer erhoben.

## Einfuhr von Waren
Güter, die aus Nichtmitgliedstaaten eingeführt werden, unterliegen der Mehrwertsteuer zu dem im Einfuhrmitgliedstaat geltenden Satz, unabhängig davon, ob die Gegenstände gegen Entgelt empfangen werden und wer der Importeur ist. Die Mehrwertsteuer wird in der Regel zusammen mit den Zollgebühren an der Grenze erhoben und basiert auf dem von den Zollbehörden festgesetzten Preis. Zur vereinfachten Verwaltung ist jedoch eine Freigrenze für Waren mit geringem Wert vorgesehen.
Die bei der Einfuhr gezahlte Mehrwertsteuer wird wie bei inländischen Einkäufen als Vorsteuer behandelt.
Nach Änderungen, die am 1. Juli 2003 in Kraft traten, sind nicht in der EU ansässige Unternehmen, die digitale E-Commerce- und Unterhaltungsprodukte oder -dienstleistungen in EU-Länder liefern, verpflichtet, sich bei den Steuerbehörden des jeweiligen EU-Mitgliedstaats zu registrieren und auf ihre Verkäufe die Mehrwertsteuer zum jeweils zutreffenden Satz entsprechend dem Standort des Käufers zu erheben. Alternativ dürfen sich nicht in der EU ansässige Unternehmen, die keine digitalen Güter vertreiben, im Rahmen eines Sonderverfahrens nur in einem einzigen EU-Mitgliedstaat registrieren und dort die Mehrwertsteuer abführen. Dies führt jedoch zu Verzerrungen, da der Mehrwertsteuersatz des registrierten Mitgliedstaats gilt, nicht der des Landes, in dem sich der Kunde befindet. Deshalb wird derzeit über einen alternativen Ansatz verhandelt, bei dem die Mehrwertsteuer zum Satz des Mitgliedstaats erhoben wird, in dem sich der Käufer befindet.

## Befreiungen
Es wird unterschieden zwischen Waren und Dienstleistungen, die von der Mehrwertsteuer befreit sind, und solchen, die mit 0 % Mehrwertsteuer belegt sind. Der Verkäufer von befreiten Waren und Dienstleistungen ist nicht berechtigt, die Vorsteuer auf betriebliche Einkäufe geltend zu machen, während der Verkäufer von Waren und Dienstleistungen mit einem Steuersatz von 0 % dazu berechtigt ist.
Beispiel: Ein Buchbinder in Irland, der Papier unter Einbeziehung eines Mehrwertsteuersatzes von 23 % kauft und Bücher mit einem Satz von 0 % verkauft, ist berechtigt, die auf den Papierkauf entfallende Mehrwertsteuer zurückzufordern, da sein Unternehmen steuerpflichtige Umsätze tätigt. In Ländern wie Schweden und Finnland sind gemeinnützige Organisationen wie Sportvereine vollständig von der Mehrwertsteuer befreit und müssen daher die volle Mehrwertsteuer für Einkäufe zahlen, ohne Anspruch auf Erstattung zu haben.    Zusätzlich sind in Malta unter anderem der Kauf von Lebensmitteln für den menschlichen Verzehr in Supermärkten oder bei Lebensmittelhändlern, der Erwerb von Arzneimitteln, Schulgebühren und Fahrpreise für planmäßige Busverbindungen von der Mehrwertsteuer befreit. Die EU-Kommission beabsichtigt, diese Steuerbefreiungen abzuschaffen oder ihren Anwendungsbereich einzuschränken. Dagegen wehren sich Sportverbände, da dies Kosten verursachen und für ehrenamtliches Personal erheblichen bürokratischen Aufwand bedeuten würde.

## Mehrwertsteuergruppen
Eine Mehrwertsteuergruppe ist ein Zusammenschluss von Unternehmen oder Organisationen, die berechtigt sind, sich für Zwecke der Erhebung und Entrichtung der Mehrwertsteuer als eine alleinige Einheit zu behandeln. Artikel 11 der Richtlinie erlaubt es den Mitgliedstaaten, zu entscheiden, ob Gruppen eng verbundener Unternehmen oder Organisationen als eine einzige „steuerpflichtige Person“ behandelt werden dürfen, und falls ja, eigene Maßnahmen zur Bekämpfung möglicher Steuervermeidung oder -hinterziehung im Zusammenhang mit der missbräuchlichen Nutzung dieser Regelung zu ergreifen. Die Gruppenmitglieder müssen „eng verbunden“ sein, z. B. ein Mutterunternehmen und seine Tochtergesellschaften, und sich gemeinsam für Mehrwertsteuerzwecke registrieren. Für Transaktionen innerhalb der Gruppe muss keine Mehrwertsteuer erhoben werden.
In Artikel 11 heißt es:
Nach Konsultation des Beratenden Ausschusses für die Mehr- wertsteuer (nachstehend „Mehrwertsteuerausschuss“ genannt) kann jeder Mitgliedstaat in seinem Gebiet ansässige Personen, die zwar rechtlich unabhängig, aber durch gegenseitige finanzielle, wirtschaftliche und organisatorische Beziehungen eng miteinander verbunden sind, zusammen als einen Steuerpflichtigen behandeln.
Ein Mitgliedstaat, der die in Absatz 1 vorgesehene Möglichkeit in Anspruch nimmt, kann die erforderlichen Maßnahmen treffen, um Steuerhinterziehungen oder -umgehungen durch die Anwendung dieser Bestimmung vorzubeugen. 
Die Anforderungen unterscheiden sich zwischen den EU-Mitgliedstaaten, die die Bildung von Mehrwertsteuergruppen zulassen, da die EU-Gesetzgebung den Mitgliedstaaten die Möglichkeit einräumt, eigene Detailregelungen für die Voraussetzungen und den Betrieb solcher Gruppen festzulegen.
Das italienische Steuerrecht erlaubt die Bildung von Mehrwertsteuergruppen.
Alle juristischen Personen innerhalb der Gruppe (unabhängig davon, ob Kapital- oder Personengesellschaften mit beschränkter Haftung) haften gesamtschuldnerisch für die gesamte geschuldete Mehrwertsteuer.

## One Stop Shop (OSS)
Um den seit 2006 eingeführten Vorschriften zu entsprechen, mussten Unternehmen ab dem 1. Oktober 2014 entscheiden, ob sie sich für die Nutzung des EU-Vereinfachungsverfahrens Mini-One-Stop-Shop (MOSS) registrieren wollen. Wenn sich Anbieter gegen die Nutzung des MOSS entschieden, war eine Registrierung in jedem Mitgliedstaat erforderlich, in dem sie elektronisch erbrachte Dienstleistungen an Endverbraucher (B2C) lieferten. Da es für die neuen EU-Mehrwertsteuervorschriften keine Umsatzschwelle gab, war die Registrierung unabhängig vom Umsatz in jedem Mitgliedstaat verpflichtend. Seit dem 1. Juli 2021 wurde der MOSS auf den One-Stop-Shop (OSS) ausgeweitet und umfasst nun auch B2C-Warenlieferungen:
- Das Nicht-EU-MOSS-Verfahren für die Lieferung elektronischer Dienstleistungen durch nicht in der EU ansässige Steuerpflichtige wurde auf alle grenzüberschreitenden Dienstleistungen an Endverbraucher in der EU ausgeweitet.
- Das EU-Verfahren für innergemeinschaftliche elektronische Dienstleistungen wurde auf alle Arten von B2C-Dienstleistungen sowie auf innergemeinschaftliche Fernabsätze von Waren und bestimmte inländische Lieferungen ausgeweitet, die über elektronische Schnittstellen vermittelt werden. Die Ausweitung auf inner-EU-Fernabsatz von Waren geht einher mit der Abschaffung der bisherigen Fernabsatzschwellen und steht im Einklang mit dem Bestimmungslandprinzip der Mehrwertsteuer.
- Ein Importverfahren wurde eingeführt, das Fernabsätze von Warensendungen (z. B. mehrere Waren in einem Paket) abdeckt, die aus Drittländern oder Drittgebieten an Kunden in der EU geliefert werden, sofern der Wert der Sendung 150 € nicht übersteigt.
- Der Verkäufer muss nun beim Verkauf an EU-Kunden die Mehrwertsteuer am Verkaufsort erheben und kann sich entscheiden, diese über das neue Import-One-Stop-Shop-Verfahren (IOSS) zentral an den Identifikationsmitgliedstaat zu melden und zu entrichten. Alternativ kann weiterhin eine reguläre Mehrwertsteuerregistrierung verwendet werden. Diese Waren sind dann bei der Einfuhr von der Mehrwertsteuer befreit, was eine schnellere Zollabfertigung ermöglicht.
- Die Einführung des Importverfahrens geht einher mit der Abschaffung der bisherigen Mehrwertsteuerbefreiung für Kleinsendungen bis zu einem Wert von 22 €. Auch dies steht im Einklang mit dem Grundsatz der Besteuerung im Bestimmungsland.

## Nullsteuersatz-Ausnahme
Einige Waren und Dienstleistungen unterliegen einem sogenannten Nullsteuersatz, obwohl dieser Begriff in der Mehrwertsteuerrichtlinie nicht verwendet wird. Die Richtlinie spricht stattdessen von Befreiungen mit oder ohne Recht auf Vorsteuerabzug (siehe Richtlinie 2006/112/EG, Artikel 110).
Die Richtlinie sieht sehr begrenzte verpflichtende Nullsteuersätze vor, hauptsächlich im Zusammenhang mit Leistungen internationalen Charakters, wie etwa Ausfuhren und internationalem Transport, bei denen eine Befreiung mit Vorsteuerabzug gewährt wird (Artikel 169 der Richtlinie 2006/112/EG).
Allgemein war jedoch vorgesehen, dass der Mindest-Mehrwertsteuersatz in Europa bei 5 % liegen sollte. Dennoch bestehen in einigen Mitgliedstaaten weiterhin Nullsteuersätze, z. B. in Irland, als Altregelung aus der Zeit vor dem EU-Beitritt. Diese Mitgliedstaaten erhielten eine Ausnahmegenehmigung, um die bestehenden Nullsteuersätze weiterzuführen – dürfen aber keine neuen Waren oder Dienstleistungen mehr hinzufügen.
Ein Mitgliedstaat kann seinen nationalen Nullsteuersatz auf einen höheren Satz anheben, z. B. auf 5 % oder 20 %. Die EU-Mehrwertsteuervorschriften erlauben jedoch keine Rückkehr zum Nullsatz, sobald dieser einmal aufgegeben wurde. Mitgliedstaaten dürfen einen ermäßigten Satz auf zuvor mit Nullsatz behaftete Güter anwenden, auch wenn das EU-Recht dafür keine ausdrückliche Ermäßigung vorsieht. Wird jedoch von einem Nullsatz auf den regulären Standardsatz erhöht, darf dieser nicht wieder auf einen ermäßigten Satz gesenkt werden, es sei denn, das EU-Mehrwertsteuerrecht sieht dies ausdrücklich vor (eine entsprechende Auflistung findet sich in Anhang III der Richtlinie 2006/112/EG).

## Mehrwertsteuersätze
In den verschiedenen EU-Mitgliedstaaten gelten unterschiedliche Mehrwertsteuersätze. Der niedrigste reguläre Mehrwertsteuersatz innerhalb der EU beträgt 17 %, wobei die Mitgliedstaaten zwei ermäßigte Steuersätze anwenden dürfen, die jedoch nicht unter 5 % liegen dürfen, und dies nur für bestimmte Waren und Dienstleistungen.
Bestimmte Waren und Dienstleistungen müssen von der Mehrwertsteuer befreit werden (z. B. Postdienstleistungen, medizinische Versorgung, Kreditvergabe, Versicherungen, Wetten). Andere Waren und Dienstleistungen können ebenfalls von der Mehrwertsteuer befreit sein („Nullsteuersatz“), wobei es den einzelnen EU-Mitgliedstaaten freisteht, auf solche Umsätze dennoch Mehrwertsteuer zu erheben (z. B. auf Grundstücke und bestimmte Finanzdienstleistungen).
Die auf befreite Umsätze entfallende Vorsteuer ist nicht abzugsfähig. 
| Jurisdiction | Steuersatz (standard) | Steuersatz (ermäßigt)        | Abkürzung      | Name |
| ------------ | --------------------- | ---------------------------- | -------------- | --- |
| Österreich   | 20 %                  | 13 % oder 10 %               | MwSt.; USt.    | deutsch Mehrwertsteuer / Umsatzsteuer                                                                               |
| Belgien      | 21 %                  | 12 % oder 6 %                | BTW; TVA; MWSt | niederländisch Belasting over de toegevoegde waarde; französisch Taxe sur la Valeur Ajoutée; deutsch Mehrwertsteuer |
| Bulgarien    | 20 %                  | 9 %                          | ДДС            | bulgarisch Данък върху добавената стойност Danăk vărhu dobavenata stojnost                                          |
|              | 19 %                  | 9 % oder 5 %                 | ΦΠΑ            | griechisch Φόρος Προστιθέμενης Αξίας Fóros Prastithémenes Axías                                                     |
| Tschechien   | 21 %                  | 12 %                         | DPH            | tschechisch Daň z přidané hodnoty                                                                                   |
| Kroatien     | 25 %                  | 13 % oder 5 %                | PDV            | kroatisch Porez na dodanu vrijednost                                                                                |
| Dänemark     | 25 %                  | –                            | moms           | dänisch Meromsætningsafgift                                                                                         |
| Estland      | 22 %                  | 9 % oder 5 %                 | km             | estnisch käibemaks                                                                                                  |
| Finnland     | 25,5 %                | 14 % oder 10 %               | ALV; Moms      | finnisch Arvonlisävero; schwedisch Mervärdesskatt                                                                   |
|              | 20 %                  | 10 %, 5,5 % oder 2,1 %       | TVA            | französisch Taxe sur la valeur ajoutée                                                                              |
| Deutschland  | 19 %                  | 7 %                          | MwSt.; USt.    | deutsch Mehrwertsteuer / Umsatzsteuer                                                                               |
| Griechenland | 24 %                  | 13 % or 6 %                  | ΦΠΑ            | griechisch Φόρος Προστιθέμενης Αξίας Fóros Prostithémenis Axías                                                     |
| Ungarn       | 27 %                  | 18 % oder 5 %                | ÁFA            | ungarisch általános forgalmi adó                                                                                    |
| Irland       | 23 %                  | 13,5 %, 9 %, 4,8 %, oder 0 % | VAT; CBL       | englisch Value Added Tax; irisch Cáin Bhreisluacha                                                                  |
| Italien      | 22 %                  | 10 %, 5 % oder 4 %           | IVA            | italienisch Imposta sul Valore Aggiunto                                                                             |
| Lettland     | 21 %                  | 12 % oder 5 %                | PVN            | lettisch Pievienotās vērtības nodoklis                                                                              |
| Litauen      | 21 %                  | 9 % oder 5 %                 | PVM            | Lithuanian: Pridėtinės vertės mokestis                                                                              |
| Luxemburg    | 17 %                  | 14 %, 8 % oder 3 %           | TVA            | französisch Taxe sur la Valeur Ajoutée                                                                              |
| Malta        | 18 %                  | 7 %, 5 % oder 0 %            | VAT            | maltesisch Taxxa fuq il-Valur Miżjud; englisch Value Added Tax                                                      |
| Niederlande  | 21 %                  | 9 % oder 0 %                 | BTW            | niederländisch Belasting toegevoegde waarde / Omzetbelasting                                                        |
| Polen        | 23 %                  | 8 %, 5 % oder 0 %            | PTU; VAT       | polnisch Podatek od towarów i usług                                                                                 |
|              |                       |                              | IVA            | portugiesisch Imposto sobre o Valor Acrescentado                                                                    |
| Rumänien     | 19 %                  | 9 %, 8 % oder 5 %            | TVA            | rumänisch Taxa pe valoarea adăugată                                                                                 |
| Slowakei     | 23 %                  | 19 % / 5 %                   | DPH            | slowakisch Daň z pridanej hodnoty                                                                                   |
| Slowenien    | 22 %                  | 9,5 % oder 5 %               | DDV            | slowenisch Davek na dodano vrednost                                                                                 |
| Spanien      | 21 %                  | 10 % oder 4 %                | IVA            | spanisch Impuesto sobre el valor añadido                                                                            |
| Schweden     | 25 %                  | 12 % oder 6 %                | Moms           | schwedisch Mervärdesskatt                                                                                           |

## EU-Mehrwertsteuergebiet
Das EU-Mehrwertsteuergebiet ist ein Gebiet, das alle Mitgliedstaaten der Europäischen Union sowie bestimmte weitere Länder umfasst, die die Mehrwertsteuervorschriften der EU anwenden. Dieses Prinzip gilt auch für bestimmte Sondersteuern auf Produkte wie Alkohol und Tabak.
Alle EU-Mitgliedstaaten sind Teil des Mehrwertsteuergebiets, allerdings sind einige Gebiete innerhalb der Mitgliedstaaten ausgenommen.

### Erfasste Gebiete außerhalb der EU
Mit der Republik Zypern:
- Akrotiri und Dekelia (19 % Mehrwertsteuer auf Umsätze mit Beteiligung des britischen Überseegebiets)[50]

Mit Frankreich:
- Monaco (20 % Mehrwertsteuer auf Umsätze mit Beteiligung des Landes)[50]

Vereinigtes Königreich:
- Nordirland (20 % Mehrwertsteuer auf Waren gemäß dem Protokoll zu Nordirland)[50][51][52]

### Nicht-erfasste Gebiete innerhalb der EU
Deutschland:
- Büsingen am Hochrhein[53][54] (Exklave in der Schweiz: Schweizer Mehrwertsteuersätze gelten im Schweizer Zollgebiet)
- Helgoland[53] (mehrwertsteuerfreie deutsche Insel im deutschen Zollausschlussgebiet[50])

Finnland:
- Åland[53] (lokale Mehrwertsteuerregelung)

Frankreich:
- Französisch-Guayana[53] (mehrwertsteuerfrei)
- Guadeloupe[53] (lokale Mehrwertsteuerregelung)
- Martinique[53] (lokale Mehrwertsteuerregelung)
- Mayotte[53] (mehrwertsteuerfrei)
- Réunion[53] (lokale Mehrwertsteuerregelung)
- Saint Martin[53] (lokale Mehrwertsteuerregelung)

Griechenland:
- Berg Athos[53] (mehrwertsteuerfrei)

Italien:
- Campione d’Italia und italienische Gewässer des Luganersees[53] (Exklave in der Schweiz: mehrwertsteuerfrei, lokale Abgabe entsprechend der Schweizer Mehrwertsteuer)
- Livigno[53] (alpine Stadt mit mehrwertsteuerfreiem Status aufgrund der isolierten Lage und Zollausschlussgebiet[50])

Spanien:
- Kanarische Inseln[53][55] (mehrwertsteuerfrei, lokale Verkaufssteuer gilt)
- Ceuta[53] (mehrwertsteuerfreies Gebiet in Afrika und Zollausschlussgebiet[50])
- Melilla[53] (mehrwertsteuerfreies Gebiet in Afrika und Zollausschlussgebiet[50])

### Nicht-erfasste, mit den EU-Mitgliedsstaaten verbundene oder angrenzende Gebiete
Königreich Dänemark:
- Faröer (Zollausschlussgebiet)[50][56]
- Grönland (Zollausschlussgebiet)[50]

Frankreich:
- Französische Überseegebiete (Zollausschlussgebiete)[50]
- Neukaledonien[50]
- Französische Süd- und Antarktisgebiete[50]
- Clipperton-Insel[50]

Königreich der Niederlande:
- Niederländische Antillen (Zollausschlussgebiet)[50]

Andere Staaten:
- Andorra (Generalrate: 4,5 %, Superreduziert: 0 % (z. B. Gesundheits-, Bildungs-, NGO-Leistungen), Reduziert: 1 % (Lebensmittel, Bücher, Zeitungen), Spezialrate: 2,5 % (Transport, Kunst/Kultur), Erhöht: 9,5 % (Bank/Finanzdienstleistungen))[50][57]
- Island (Standardsatz: 24 %, Ermäßigter Satz: 11 %, diverse Umsätze (z. B. Gesundheits-, Sozial-, Bildungsleistungen) sind ganz oder teilweise befreit)[58]
- Liechtenstein (in Zollunion mit der Schweiz: Schweizer Mehrwertsteuersätze gelten)[59]
- Norwegen, einschließlich Spitzbergen, Jan Mayen und Bouvetinsel (Standardsatz: 25 %, Ermäßigter Satz Lebensmittel/Getränke: 15 %, Niedriger Satz (z. B. Personenverkehr, Kino, Unterkunft): 12 %)[60]
- San Marino (einziges „Monofase“-Importsteuersystem auf Warenimporte. Standardsatz: 17 %, für Betriebsmittel: 1 %, neue Pkw: 7 %, gebrauchte: 3,5 %)[50][61]
- Schweiz, einschließlich schweizer Zollausschlussgebiet Samnaun (Normalsatz: 8,1 % (seit 1. Januar 2024), Reduzierter Satz: 2,6 % (Grundlebensmittel, Bücher, Medikamente), Sondersatz Unterkunft: 3,8 %)[62]
- Vatikanstadt (mehrwertsteuerfrei)[50][63][64]
- Kronbesitzungen des Vereinigten Königreichs: Jersey[53] (GST Standardsatz: 5 %, Nullsatz (Export, Wohnungsvermietung, internationale Dienstleistungen))[65], Guernsey[53] (derzeit kein GST; Pläne zur Einführung von 5 % GST ab 2027)[66], Isle of Man (VAT im Rahmen des UK-Systems (Common Purse Agreement): Standardsatz: 20 %, Ermäßigter Satz: 5 %, Nullsatz für bestimmte Lieferungen (z. B. Bücher, Exporte))[67] und das Überseegebiet Gibraltar (mehrwertsteuerfrei, Importzölle)[50][68]